# Morphia van Melitene
Morphia van Melitene of Morfia (? - 1 oktober 1126) de echtgenote van Boudewijn II, koning van het koninkrijk Jeruzalem.
Morphia was een dochter van de Armeense graaf Gabriel van Melitene. De stad Melitene werd na de Eerste Kruistocht een vazal van het nieuwe graafschap Edessa. Als Boudewijn II er graaf wordt, weet Gabriel van Melitene zijn dochter aan hem uit te huwelijken met een bruidsschat van 50.000 bezant, de twee krijgen vier dochters; Melisende, Alice, Hodierna en loveta.
Nadat Boudewijn II in 1118 tot koning van Jeruzalem werd benoemd, bleef Morphia achter in Edessa, pas na de Slag van Ager Sanguinis en de grenspatrouilles werden Morphia en haar kinderen opgehaald in 1120 en kon ze gekroond worden als koningin-gemalin van Jeruzalem. Volgens het Melisende-psalter overleed Morphia op 1 oktober maar over het jaar is men niet zeker, mogelijk in 1126 maar ook 1129 wordt genoemd. Ze werd begraven in de Sint-Maria van Josephat net buiten Jeruzalem.